# ネーミ
ネーミ（伊: Nemi）は、イタリア共和国ラツィオ州ローマ県にある、人口約1,900人の基礎自治体（コムーネ）。
カルデラ湖であるネミ湖ほとりの丘の上にある。カステッリ・ロマーニの圏内にある。

## 地理

### 位置・広がり
ローマ県南部のコムーネ。

#### 隣接コムーネ
隣接するコムーネは以下の通り。
- アリッチャ
- ジェンツァーノ・ディ・ローマ
- ロッカ・ディ・パーパ
- ヴェッレトリ

### 気候分類・地震分類

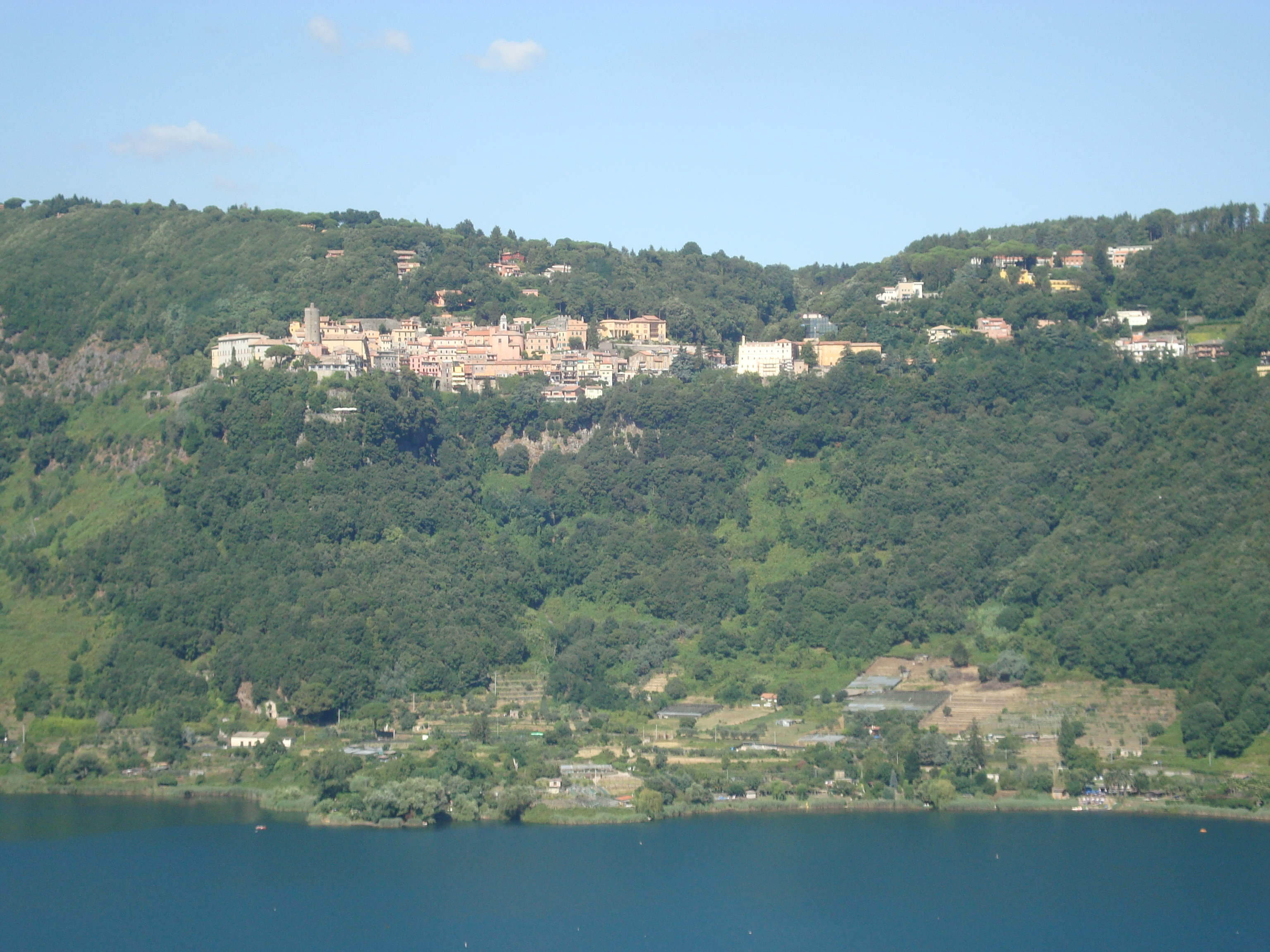
ネミ湖とネミの町

ネーミにおけるイタリアの気候分類 (it) および度日は、zona E, 2161 GGである。
また、イタリアの地震リスク階級 (it) では、zona 2B (sismicità media) に分類される。

## 行政

### 分離集落
ネーミには、以下の分離集落（フラツィオーネ）がある。
- Parco dei Lecci, Valle delle Colombe, Valle Petrucola, Vigna Grande, Ville di Nemi

## 文化
古代ローマ時代はディアーナ信仰の「森のディアーナ (Diana Nemorensis)」の聖地であり、ディアーナの神殿があった。フレイザー『金枝篇』でも紹介された「ネミの司祭殺し（王殺し）」が行われていた。